# Ian Morris
Ian Morris (Trinidad y Tobago, 30 de noviembre de 1961) es un atleta trinitense retirado especializado en la prueba de 4x400 m, en la que consiguió ser subcampeón mundial en pista cubierta en 1993.

## Carrera deportiva
En el Campeonato Mundial de Atletismo en Pista Cubierta de 1993 ganó la medalla de plata en los relevos de 4x400 metros, llegando a meta en un tiempo de 3:07.02 segundos que fue récord nacional, tras Estados Unidos y por delante de Japón (bronce).